# Alsophylax loricatus
Espèce
Statut de conservation UICN

 VU A2abc : Vulnérable
Alsophylax loricatus est une espèce de geckos de la famille des Gekkonidae.

## Répartition
Cette espèce se rencontre au Tadjikistan et en Ouzbékistan,.
Sa présence est incertaine au Kirghizistan.

## Description
C'est un gecko insectivore, arboricole et nocturne.

## Taxinomie
La sous-espèce Alsophylax loricatus szczerbaki a été élevée au rang d'espèce.

## Philatélie
Ce gecko a été figuré sur un timbre du Tadjikistan en 1994.

## Publication originale
- Strauch, 1887 : Bemerkungen über die Geckoniden-Sammlung im zoologischen Museum der kaiserlichen Akademie der Wissenschaften zu St. Petersburg. Mémoires de l'Académie impériale des sciences de Saint-Pétersbourg, ser. 7, vol. 35, no 2, p. 1-72 (texte intégral).